# Pramaggiore
Pramaggiore est une commune italienne d'environ 4 720 habitants (2022) de la ville métropolitaine de Venise dans la région Vénétie en Italie.

## Administration
| Période | Période | Identité         | Étiquette                    | Qualité                 |
| ------- | ------- | ---------------- | ---------------------------- | ----------------------- |
| 1985    | 1995    | Luciano Moretto  | DC                           | maire                   |
| 1995    | 1997    | Giulio Collovini | Centre gauche (lista civica) | maire                   |
| 1997    | 1998    | Fabrizio Gallo   | -                            | commissaire préfectoral |
| 1998    | 2002    | Luciano Moretto  | Centre gauche (lista civica) | maire                   |
| 2002    | 2012    | Igor Visentin    | Centre droit (lista civica)  | maire                   |
| 2012    | 2017    | Leopoldo Demo    | Centre droit (lista civica)  | maire                   |
| 2017    |         | Fausto Pivetta   | Centre droit (lista civica)  | maire                   |

### Hameaux
Blessaglia, Belfiore, Bisciola, Comugne et Salvarolo.

### Communes limitrophes
Annone Veneto, Chions, Cinto Caomaggiore, Portogruaro et Pravisdomini.